# Françoise Grossetête
Pour les articles homonymes, voir Grossetête (homonymie).
Françoise Grossetête, née le 17 mai 1946 à Lyon, est une femme politique française.

## Biographie

### Formation
Elle est titulaire d'une maîtrise en droit public et science politique en 1969 et du certificat d'études supérieures de droit social et de droit du travail.

### Carrière professionnelle
Elle est enseignante en droit dans l'enseignement supérieur de 1969 à 1974. Elle est également assistante parlementaire de 1988 à 1997[réf. nécessaire].

### Parcours politique
Députée européenne de 1994 à 2019, Françoise Grossetête conduit la liste UMP aux élections européennes de 2009 pour la circonscription Sud-Est (Rhône-Alpes, PACA, Corse). Sa liste obtient 29,34 % des suffrages, largement devant Europe Écologie (18,27 %) et le Parti socialiste (14,49 %). Ainsi réélue, elle continue de siéger au groupe du Parti populaire européen.
Elle remporte la primaire UMP pour être tête de liste en région Rhône-Alpes aux élections régionales de 2010, en battant largement Étienne Blanc et Jean-Claude Carle. Elle est battue au second tour du scrutin par le président socialiste sortant Jean-Jack Queyranne.
En 2014, elle est désignée pour être no 2 de la liste UMP de la circonscription Sud-Est pour les élections européennes.
Elle soutient Nicolas Sarkozy pour la primaire présidentielle des Républicains de 2016. Dans le cadre de sa campagne, elle est nommée oratrice nationale chargé de l'Europe. Le 4 mars 2017, dans le cadre de l'affaire Fillon, elle renonce à soutenir le candidat LR à l'élection présidentielle. Elle parraine Laurent Wauquiez pour le congrès des Républicains de 2017, scrutin lors duquel est élu le président du parti.
En vue des élections européennes de 2019, elle soutient la liste de La République en marche.

## Détail des mandats et fonctions
- Conseillère municipale de Saint-Étienne (1983-1995)
- Adjoint spécial au maire de Saint-Étienne chargé de Saint-Victor-sur-Loire (1995-2001)
- Deuxième adjointe au maire de Saint-Étienne (2001-2008)
- Conseillère de la communauté d'agglomération Saint-Étienne Métropole (2001-2008)
- Conseillère régionale de Rhône-Alpes (1986-1998 et 2010-2015)
- Députée européenne depuis 1994 et vice-présidente du groupe du PPE-DE (à partir de 1999)
- Présidente du Parc naturel régional du Pilat (1989-2008) et premier vice-président de la Fédération nationale des parcs naturels régionaux de France (jusqu'en 2008)
- Présidente du réseau de qualité de l'air du département de la Loire (AMPASEL - depuis 1991)
- Secrétaire fédérale du PR de la Loire (1984-1994)
- Membre du bureau politique et secrétaire nationale chargée de l'égalité des chances à Démocratie libérale (jusqu'en 1998)
- Vice-présidente nationale de Démocratie libérale, chargée des questions européennes et d'environnement (jusqu'en 2002)
- Secrétaire nationale de l'UMP et vice-présidente de la fédération UMP de la Loire (2002)